# 아우렐리우스 빅토르
섹스투스 아우렐리우스 빅토르 (Sextus Aurelius Victor, 320년경 – 390년경)는 로마 제국의 역사가이자 정치인이다. 빅토르는 아우구스투스부터 콘스탄티우스 2세까지 기간을 다루고 《로마사》(‘De Caesaribus')라는 이름을 지닌 로마 제국의 역사서의 저자이다. 이 역사서는 361년에 출판되었다. 율리아누스 황제 재위 시절 (361년-363년)에, 빅토르는 판노니아 세쿤다의 총독으로 활동했었으며 389년에는 로마 제국의 고위 관료인 프라이펙투스 우르비가 되었다.

## 저서
네 권의 단편 역사서가 그의 손에서 탄생한 것으로 추정되며, 'De Caesaribus'만이 그의 유일한 저서인 것으로 확실한 상황이다:
1. ‘오리고 겐티스 로마나이'
2. ‘데 비리스 일루스트리부스 로마이'
3. 《로마사》‘De Caesaribus' (아우렐리우스 빅토르는 이 역사서를 쓰는 데 '엔만의 역사서'를 사용했다)
4. ‘에피토메 데 카이사리부스' (attributed)

이 네 개의 역사서는 보통 'Historia Romana'라는 이름으로 같이 출판되었다. 두 번째 서적은 1472년 나폴리에서 소 플리니우스의 이름으로 4절판 형태로서 처음 발매되었으며 네 번째 서적은 1505년에 스트라스부르에서 출판되었다.
네 권에 대한 첫 편집본은 안드레아스 스홋 (8권, Antwerp, 1579)이 출판하였다.

## 같이 보기
- 시르미움
- 스렘스카미트로비차
- 시르미아
- 사두정치
- 대관구
- 로마 제국

## 참고 문헌
- 본 문서에는 현재 퍼블릭 도메인에 속한 브리태니커 백과사전 제11판의 내용을 기초로 작성된 내용이 포함되어 있습니다.
- H.W. Bird (1994) Aurelius Victor: De Caesaribus. Liverpool: Liverpool University Press.
- H.W. Bird (1984) Sextus Aurelius Victor: A Historiographical Study. Liverpool: Francis Cairns.
- W. den Boer (1972) Some Minor Roman Historians. Leiden: Brill.
- P. Dufraigne (1975) Aurelius Victor: Livre de Cesars. Paris: Les Belles Lettres.
- D. Rohrbacher (2002) The Historians of Late Antiquity. London: Routledge.